# 贾曲乡
贾曲乡是中国陕西省渭南市蒲城县下辖的一个乡，2011年并入城关镇。

## 行政区划
贾曲乡下辖以下行政区：
三义村、陈家村、椿兴村、太平村、南贾曲村、三里村、南埠村、前宜安村、贾曲村、怀德村、彭村、杜家村、小董村、西贾曲村、宜安村
1. ↑  . 陕西省人民政府. 2011-07-07  [2024-07-29]. （原始内容存档于2024-07-29）.